# Бледел, Алексис
Ки́мберли Але́ксис Бледе́л (англ. Kimberley Alexis Bledel, 16 сентября 1981, Хьюстон, Техас, США) — американская актриса.

## Ранние годы
Бледел родилась в Хьюстоне, штат Техас. Её отец, Мартин Бледел, родом из Аргентины с датскими, немецкими и англо-американскими корнями; мать, Нанетт Блейк, уроженка Финикса, выросшая в Гвадалахаре и Мехико. Несмотря на североевропейские и англо-американские корни, родным языком девочки был испанский. Родители Алексис отдали её в самодеятельный театр, когда ей было восемь лет, чтобы помочь справиться с застенчивостью. Подающая надежды юная актриса играла в постановках «Наш город» и «Волшебник из страны Оз». В местном торговом центре на неё обратил внимание агент по поиску юных талантов, и она получила работу модели. Алексис посещала Академию святой Агнессы в Хьюстоне.

## Карьера
Бледел училась в школе модельного и актёрского мастерства Рейдж Паркс и в течение одного года в Нью-Йоркском университете, где специализировалась на кинематографе, до того как она получила роль Рори в сериале «Девочки Гилмор». В 2002 году журнал Teen People включил её в список Самых горячих молодых звёзд. Также среди ранних её работ крошечная роль в фильме «Академия Рашмор», который снимался в её родном городе.
Сериал «Девочки Гилмор», в котором она начала сниматься в 2000, стал дебютом Алексис на телевидении. Она исполняет роль Рори Гилмор, дочь матери-одиночки. Вначале сериала, когда Рори была старшеклассницей, она жила вместе с матерью, однако после уехала учиться в Йельский университет, где стала редактором газеты «Йелль Дейли Ньюс». В одном из интервью Алексис сказала, что она во многом похожа на свою героиню, особенно в том, что касается черт характера и отношений с родителями.
В 2000 году Алексис снялась в экранизации сказочной повести Натали Бэббит «Вечный Тук» (в российском прокате — «Бессмертные»), где она сыграла девушку, влюбляющуюся в бессмертного юношу.
В 2005 вышли сразу два заметных фильма с участием Алексис.
Первый из них «Джинсы-талисман» является экранизацией первого романа Энн Брешерс из цикла «Союз „Волшебные штаны“». В фильме, который был очень тепло принят критиками, Алексис сыграла Лену Калигарис, одну из четырёх неразлучных подруг, которым предстоит впервые провести лето врозь.
Роль во втором фильме, нео-нуаре Роберта Родригеса и Фрэнка Миллера «Город грехов», потребовала от Алексис кардинальной смены амплуа. Если раньше ей приходилось играть нежных и домашних девочек, то здесь она сыграла проститутку. О своей героине Алексис в одном из интервью отозвалась так: «Она очень профессиональная проститутка. Она носит оружие и всегда может надрать задницу».
Фильм был снят почти полностью в черно-белой гамме, поэтому использование цвета было особенно выразительно. В случае с Бекки, героиней Алексис, это были её голубые глаза.

## Личная жизнь
С июня 2014 года Бледел замужем за своим партнёром по телесериалу «Безумцы» Винсентом Картайзером, с которым она встречалась 2 года до их свадьбы. У супругов есть сын (род. осенью 2015). 10 августа 2022 года Картайзер подал на развод с Бледел, развод был оформлен 26 августа.

## Фильмография
| Год       |   | Русское название            | Оригинальное название                   | Роль                       |
| --------- | - | --------------------------- | --------------------------------------- | -------------------------- |
| 1998      | ф | Академия Рашмор             | Rushmore                                | студентка                  |
| 2000—2007 | с | Девочки Гилмор              | Gilmore Girls                           | Лорелей «Рори» Ли Гилмор   |
| 2002      | ф | Бессмертные                 | Tuck Everlasting                        | Уиннифрид «Уинни» Фостер   |
| 2004      | ф | Расколдованные              | DysEnchanted                            | Златовласка                |
| 2004      | ф | Невеста и предрассудки      | Bride & Prejudice                       | Джорджиана «Джорджи» Дарси |
| 2005      | ф | Король-сирота               | The Orphan King                         | Дилан                      |
| 2005      | ф | Город грехов                | Sin City                                | Бекки                      |
| 2005      | ф | Джинсы-талисман             | The Sisterhood of the Traveling Pants   | Лена Калигарис             |
| 2006      | ф | Меня зовут Рид Фиш          | I’m Reed Fish                           | Кейт Петерсон              |
| 2008      | ф | Джинсы-талисман 2           | The Sisterhood of the Traveling Pants 2 | Лена Калигарис             |
| 2009      | ф | Школа выживания выпускников | Post grad                               | Рейден Мелби               |
| 2009      | ф | Хороший парень              | The Good Guy                            | Бет Вест                   |
| 2010      | ф | Заговорщица                 | The Conspirator                         | Сара Уэстон                |
| 2010      | ф | Роман с Кейт Логан          | The Kate Logan Affair                   | Кейт Логан                 |
| 2011      | ф | Девушка заходит в бар       | Girl Walks Into a Bar                   | танцовщица                 |
| 2011      | ф | Виолет и Дейзи              | Violet & Daisy                          | Виолет                     |
| 2012      | с | Безумцы                     | Mad Men                                 | Бет                        |
| 2012      | ф | Миллион для чайников        | Brass Teapot                            | Пейтон                     |
| 2013      | ф | Помни воскресенье           | Remember Sunday                         | Молли                      |
| 2013      | ф | Письма                      | The Letters                             | Джанет Тредвей             |
| 2014      | ф | Одна миллиардная доля       | Parts Per Billion                       | Сара                       |
| 2013—2014 | с | Мы и они                    | Us & Them                               | Стейси                     |
| 2015      | ф | Свадьба Дженни              | Jenny's Wedding                         | Китти                      |
| 2017—2019 | с | Рассказ служанки            | The Handmaid’s Tale                     | Гленова / Эмили            |
| 2019      | ф | Крипто                      | Crypto                                  | Кэти                       |